# Воли (Березинський район)
Воли (біл. вёска Волы) — село в складі Березинського району Мінської області, Білорусь. Село підпорядковане Мачеській сільській раді, розташоване в східній частині області.